# Malasavara, Belur
Malasavara là một làng thuộc tehsil Belur, huyện Hassan, bang Karnataka, Ấn Độ.